# Philippe Sollers
Philippe Joyaux, conocido como Phillipe Sollers (Talence, Gironda, 28 de noviembre de 1936-París, 5 de mayo de 2023), fue un escritor francés.

## Biografía
De madre católica tradicionalista y padre ateo antimilitarista, fue educado en los jesuitas, y después realizó estudios de comercio, que abandonó para dedicarse de lleno a la escritura. 
Su primera novela, Une curieuse solitude, publicada en 1958, es conocida sobre todo por el elogio que de la misma hizo Aragon  en "Les Lettres Françaises". Sollers mismo señalará una advertencia al lector negando a posteriori el valor que a sus ojos tiene dicha obra. Es uno de los fundadores, en 1960, de la revista "Tel Quel" (en las Éditions du Seuil), que defiende a autores hasta ese entonces desconocidos o muy controvertidos: James Joyce,  Antonin Artaud, Georges Bataille, Jacques Derrida, Michel Foucault, Roland Barthes, revista cuya labor se extendió hasta 1982. Para continuar con su acción, creó la revista "L'Infini" (primero en Denoël, luego rápidamente en Gallimard). Se casó en 1967 con Julia Kristeva, escritora, semióloga  y psicoanalista. 
Philippe Sollers fue, entre otros, amigo de Jacques Lacan, de Louis Althusser y de Roland Barthes, quienes son descritos en la novela "Femmes" (1983), así como de otras grandes figuras del movimiento intelectual francés. Admirador de China, más allá de su compromiso maoísta, y luego de la revuelta de Mayo del '68, supo percibir la influencia cultural creciente del Extremo Oriente, por ejemplo Japón y China, en estos comienzos del siglo XXI. Su compromiso lo lleva asimismo a defender las tesis de María Antonietta Macciocchi (el libro de Philippe Forest, "Histoire de Tel Quel", analiza en detalle este período histórico).
En 1992, como director de colección en Gallimard, decidió rechazar "Hygiène de l'assassin", la primera novela exitosa de Amélie Nothomb, quien la publicará finalmente en Albin Michel, editorial a la que la escritora permanecerá fiel.
Sollers, que vivía regularmente en Venecia o en l'Île de Ré, dirigió asimismo la colección "l'Infini" y fue miembro del comité de lectura de Gallimard.

## Obras
Después de haber publicado L'Intermédiaire, Le Parc (por el cual recibe el Prix Médicis), Drame, confirmando así su vocación de escritor, se aboca a diversos trabajos estilísticos que lo llevan a abandonar toda puntuación visible para de tal modo liberar su expresión, como se puede notablemente observar en Nombres, Lois, H y Paradis. Tomando conciencia de los riesgos de encerramiento que esta aventura comportaría, se lanza a una escritura más "figurativa", influenciada por la lectura de Céline, Paul Morand y de grandes escritores norteamericanos como William Faulkner, Ernest Hemingway, Henry Miller, Vladimir Nabokov, William S. Burroughs, Jack Kerouac e incluso Charles Bukowski (que es uno de los raros a sostener en esta época en Francia, sobre todo después de su paso 'muy regado' por la televisión), publica Femmes. Esta novela, que retoma el estilo de Louis-Ferdinand Céline, analiza entre otras cosas las consecuencias del feminismo y de las revoluciones políticas y artísticas de la historia a través de la vida aventurera de un periodista estadounidense. El poder y la sexualidad son estudiados y expuestos a partir de la tesis: "Le monde appartient aux femmes. C'est-à-dire à la mort. Là-dessus tout le monde ment" ("El mundo pertenece a las mujeres. Es decir a la muerte. Con lo que todo el mundo miente.") 
Su escritura está cada vez más signada por una utilización del cut-up y de la reflexión interior. Siguen otras obras en la misma línea: Portrair du joueur (retorno a sus fuentes en Gironde y pasión epistolar), Le coeur absolu (relato de libertinajes), "Les folies françaises" (inceso feliz y cultura francesa), Le lys d'or (estudio de la frigidez a partir de la lectura), La fête à Venise (reflexión sobre la pintura, en torno a las figuras de Watteau, Warhol, Monet y Cézanne), Studio (reflexión sobre la poesía, en torno a las figuras de Rimbaud y de Hölderlin), Passion fixe (la pareja y la literatura), L'étoile des amants (la evasión y la naturaleza) y finalmente Une vie divine (Nietzsche, la filosofía y las mujeres). Mezcla a sus relatos desbocados una crítica social particularmente violenta, sostenida por el conocimiento y la utilización de textos de Spinoza, Freud, Nietzsche, Lautréamont, Heidegger y Guy Debord.
Al mismo tiempo, escribe ensayos de ambición enciclopédica ("L’avenir appartient à ceux qui sauront lire, vivre la musique et faire l’amour": "el porvenir pertenece a aquellos sepan leer, vivir la música y hace el amor"), en el cual da su versión de la historia del arte, basada en la defensa del individuo, de la creación y del placer (Théorie des exceptions, Improvisations, La guerre du goût, Éloge de l'infini, Fugues, Fleurs). Principalmente apoyada en la literatura (Dante, Sade, Lautréamont, Proust, Genet, Kafka, etc.), la música (Bach, Haydn, Mozart, Miles Davis) y las artes plásticas (pintores venecianos y del renacimiento italiano, pintura francesa del siglo XVIII, impresionistas, pintores modernos norteamericanos), su propósito se desarrolla por otra parte en todos los dominios (teología, filosofía, historia, sociología, psicoanálisis). En el mismo sentido, elabora monografías de grandes artistas (Watteau, Picasso, Fragonard, Bacon, Cézanne, Rodin) y tres biografías noveladas (Vivant Denon, Casanova, Mozart). Del mismo modo pueden señalarse videos sobre Rodin, Debord y Nietzsche, así como una conversación con Jean-Luc Godard.

## Ideas básicas y recepción
En su obra, Sollers considera que defiende la libertad: "Il s’agit précisément de fuir la Famille, l’École, l’Armée, les Partis, la pesanteur, l’ennui" ("se trata precisamente de huir de la Familia, la Escuela, el Ejército, los Partidos, la pesadez, el aburrimiento"), "En réalité, qu'est-ce qu'ils veulent, tous et toutes ? Contrôler, surveiller, détourner, retarder, pomper, exploiter, freiner au maximum, qu'il n'y ait pas trop de liberté en cours (surtout si elle doit être dite)" ("en realidad, ¿qué quieren, todos y todas? Controlar, vigilar, desviar, retardar, bombear, explotar, frenar al máximo, que no haya demasiada libertad en curso -sobre todo si ella debe ser dicha-)". 
Barthes ve en él un "aislado absoluto". Sollers es aún a menudo más conocido por su imagen mediática ("mon image c'est mon cadavre, je m'en fous": "mi imagen es mi cadáver, no me importa") que deja aparecer su gusto por el juego y la provocación, que por su obra propiamente dicha, que sigue siendo muy poco leída y desconocida.